# Addax nasomaculatus

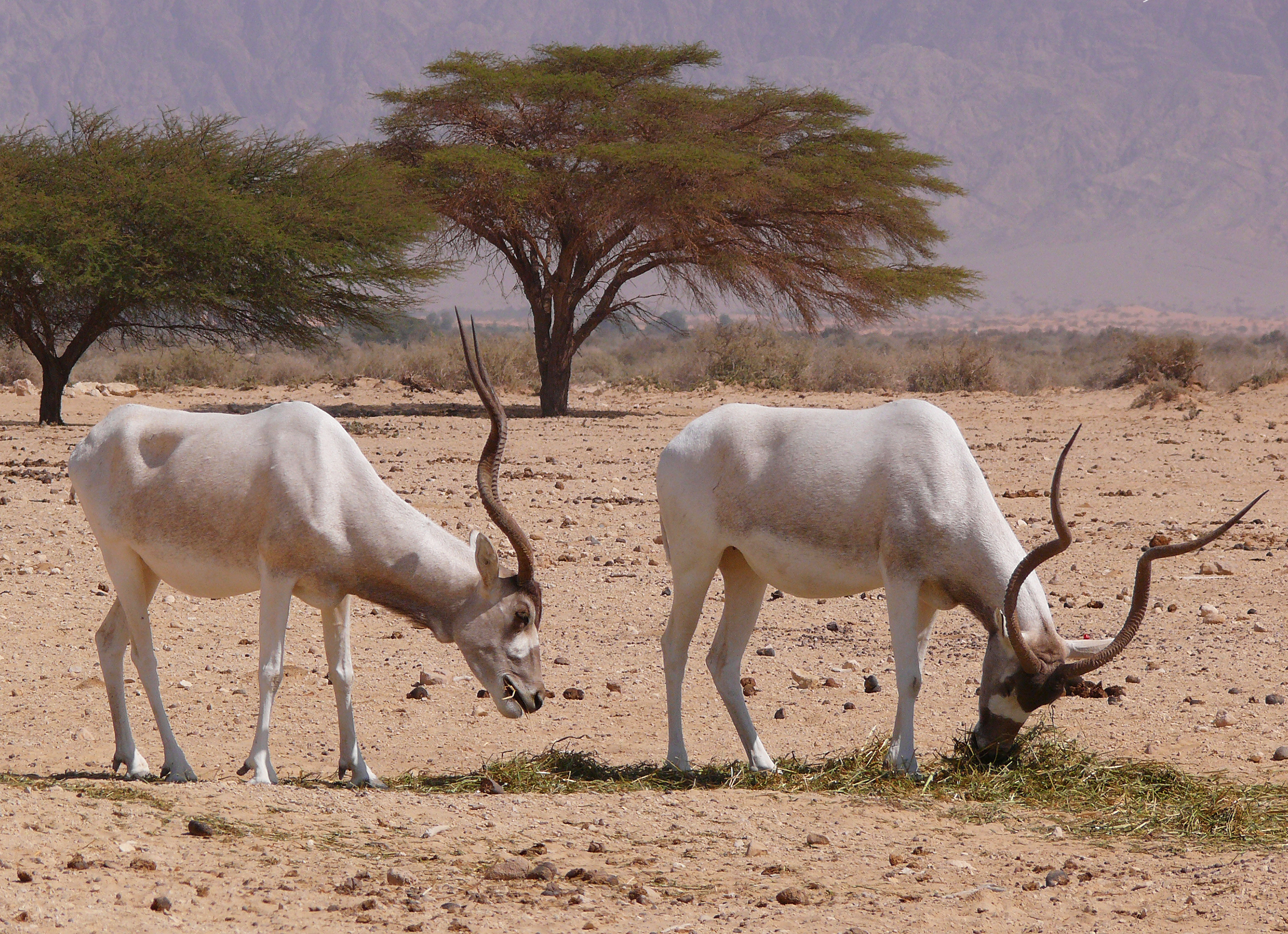
Adax, Yotvata Hai-Bar Nature Reserve, Israel

El adax (Addax nasomaculatus) es una especie de mamífero artiodáctilo de la familia Bovidae.
Al igual que el resto de los miembros de su subfamilia (Hippotraginae), es un antílope de 1 m de altura y unos 120 kg de peso, formas redondeadas, patas largas y perfil recto; no obstante no presenta los mismos caracteres equinoides del resto de la familia siendo más parecido a un antílope convencional. La máscara facial tiene forma de una "X" de color blanco implantada sobre la frente y ojos en contraste con su frente oscuro. Sus cuernos, aunque fuertemente anillados, de crecimiento vertical y presentes en ambos géneros, se enroscan sobre sí mismos en forma de espiral, característica que no comparte con el resto de sus parientes.
Desde la Primera Guerra Mundial, el adax fue conocido como "antílope blanco", al igual que su pariente el órix de Arabia, debido al color blanco de ambos, aunque el adax presenta un tono más sucio. Igualmente, el adax también ha sido objeto de una caza abusiva que ha puesto en grave peligro a la especie, aunque tradicionalmente los árabes lo cazaban para consumir su carne. No obstante su área de distribución es mucho más amplia, llegando desde Arabia hasta Argelia, mientras que su homónimo blanco solo es oriundo de Arabia.
El adax vive en terrenos desérticos y pedregosos, estando fuertemente habituado a este hábitat, así que puede vivir casi sin agua y a base de la rala vegetación desértica. El adax permanece inactivo durante las horas más calurosas del día, y suele moverse al amanecer y anochecer, cuando la temperatura se hace más soportable y las plantas poseen mayor cantidad de agua. Son animales sociales que viven en pequeños rebaños organizados jerárquicamente de acuerdo a la edad con una longevidad de hasta 20 años.

## Taxonomía
Este antílope fue descrito por primera vez por el zoólogo y anatomista francés Henri Blainville en 1816. Se colocó en el monotipo Addax en la familia Bovidae.

## Dieta
Hierbas, semillas, tubérculos, plantas crasas y melones silvestres.

## Hábitat
El adax habitaba en regiones áridas, semidesiertos e incluso desiertos ya que son capaces de aguantar estos climas extremos.

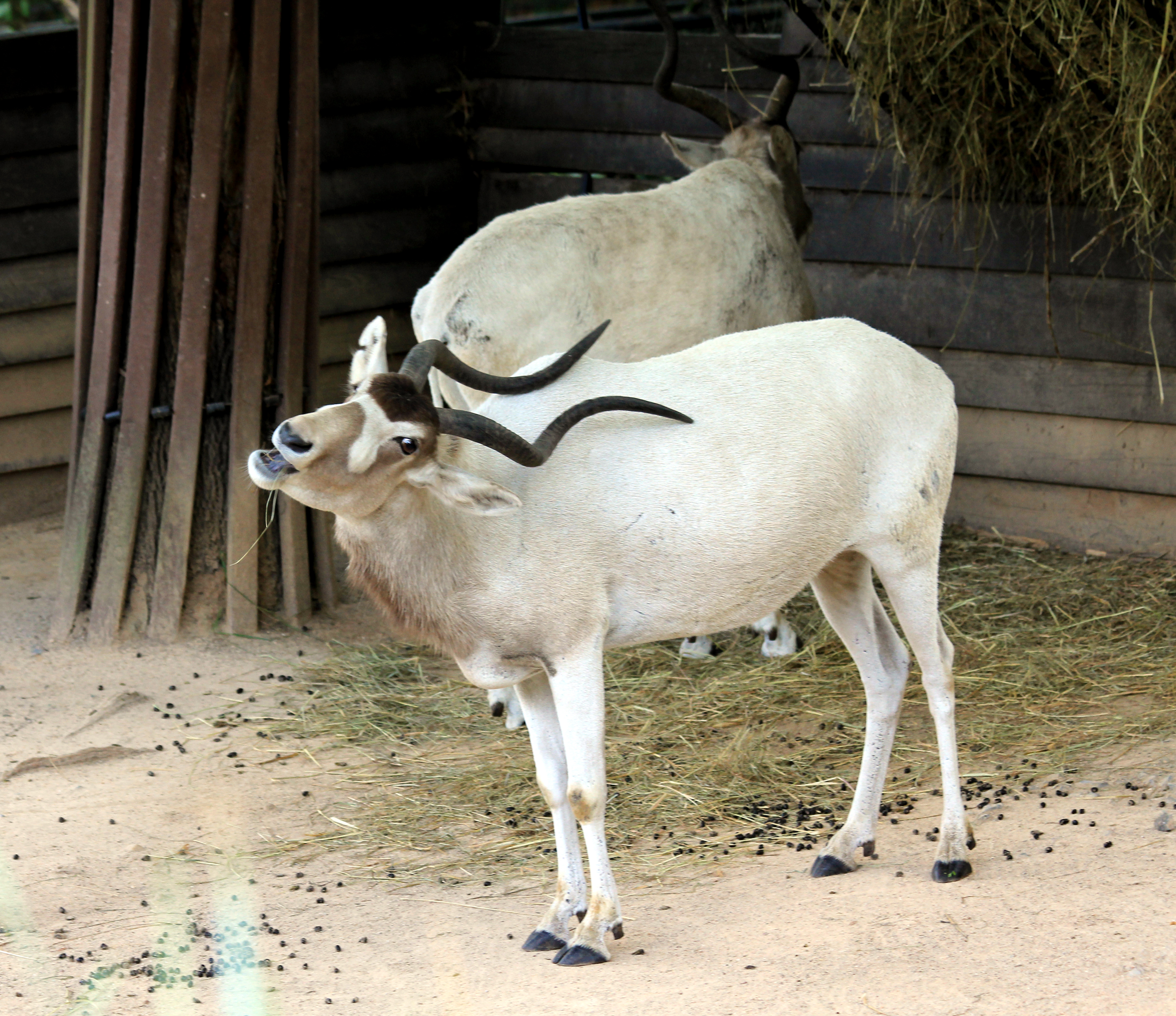
Adax en el Zoo de Praga, República Checa

El adax estaba segregado por todo el noreste de África, concretamente cerca del Sáhara, pero hoy día su población se ha reducido al Termit Massif Reserve (Nigeria), aunque se han visto algunos en la montañas de Air (Nigeria) y en Equey (Chad).
En el pasado el adax era abundante en el norte de África, siendo originario de Chad, Mauritania y Nigeria.
Está extinto en Argelia, Egipto, Libia y Sudán y el este del Sáhara. Ha sido reintroducido en Marruecos y Túnez.

## Conservación
Entre los intentos de conservación de esta especie destaca su introducción en el Parque nacional de Souss-Massa, en Marruecos, con el objeto de aclimatarlo a condiciones naturales y proceder, posteriormente, a su liberación en su antigua área de repartición cuando se pueda garantizar su supervivencia.

## Cautiverio
A pocos kilómetros de la ciudad de Montevideo, Uruguay, hay 36 ejemplares de Addax nasomaculatus que se encuentran en cautiverio en el zoológico Parque Lecocq, siendo una de las poblaciones más grandes del mundo. Al respecto, Uruguay está haciendo un esfuerzo importante para estudiar su comportamiento y adaptabilidad, a los efectos de seguir reproduciendo la especie para salvarla de la extinción, con el fin de poder reintroducirla en su hábitat africano natural a mediano o largo plazo, cuando la situación geopolítica lo permita.
En España se pueden encontrar en el Parque de la naturaleza de Cabárceno.